# Verkhnia Tersa
La Verkhnia Tersa (en ukrainien : Верхня Терса ; en russe : Верхняя Терса, Verkhniaia Tersa) est une petite rivière de l'est de l'Ukraine, dans les oblasts de Zaporijjia et de Dnipropetrovsk, et affluente en rive gauche de la rivière Vovtcha, dans le système hydrologique de la rive gauche du fleuve Dniepr.

## Géographie
La rivière Verkhnia Tersa prend sa source près de la localité de Hirke, dans l'oblast de Zaporijjia. Serpentant vers le nord, elle franchit rapidement la limite administrative avec l'oblast de Dnipropetrovsk, et conflue avec la rivière Vovtcha peu en amont de la commune urbaine de Vassylkivka. Avec un parcours de 107 km, elle couvre un bassin versant de 1680 km².